# Lila Rocco
Lila Rocco (auch Lyla Rocco und Lilla Rocco; * 18. Januar 1933 in Triest; † 17. Januar 2015 in Rom) war eine italienische Schauspielerin.

## Leben
Rocco wurde zur Miss Cinema 1952 gewählt, nachdem sie ihre Karriere im Vorjahr in Alberto Lattuadas Filmdrama Anna begonnen hatte. Danach war sie bis 1963 in etwa 30 Rollen zu sehen, meist im komödiantischen Fach oder in Abenteuerfilmen. Ab 1959 spielte sie auch einige Rollen im Fernsehen.
Verheiratet war sie mit ihrem Kollegen Alberto Lupo.

## Filmografie (Auswahl)
- 1951: Anna
- 1952: Hemmungslos – Drei verbotene Geschichten (Tre storie proibite)
- 1953: Die große Rolle  (La signora senza camelie)
- 1954: Mord auf dem Dachgarten (Bonnes à tuer)
- 1954: Liebe ist stärker (Viaggio in Italia)
- 1955: Rebell für die Freiheit (Il mantello rosso)
- 1955: Harte Fäuste – heißes Blut (Ça va barder)
- 1957: Dem Satan ins Gesicht gespuckt (Le feu aux poudres)
- 1957: Du bist mein Schicksal (Amarti è il mio destino)
- 1957: Spuren in die Vergangenheit (Sait-on jamais?)
- 1958: Mia nonna poliziotto
- 1958: Liebe hat kurze Beine (Giovani mariti)
- 1960: Das Ungeheuer auf Schloß Bantry (L'ultima preda del vampiro)
- 1961: Agent 0-1-7 auf heißer Spur (Caccia all'uomo)